# Alexander Baum
Alexander Baum (* 19. Juni 1981 in Iserlohn, Nordrhein-Westfalen) ist ein ehemaliger deutscher Eishockeyspieler. Der Verteidiger spielte unter anderem neun Jahre lang bei den Roten Teufel Bad Nauheim in der Oberliga und der DEL2. Seit dem Ende seiner Spielerkarriere arbeitet er als Eishockeytrainer.

## Karriere
Alexander Baum begann in Iserlohn mit dem Eishockey und absolvierte in der Saison 2000/01 ein Spiel für die Roosters in der Deutschen Eishockey Liga für die Iserlohn Roosters. Von 2001 bis 2003 spielte er in der Regionalliga für den ESC Hamm. Anschließend wechselte der Verteidiger zum Ligakonkurrenten Revierlöwen Oberhausen, mit denen er 2004 in die Oberliga aufstieg. Er blieb noch zwei weitere Jahre, ehe er die Saison 2006/07 bei den Ratinger Ice Aliens und dem Herner EV verbrachte. Ab 2007 spielte Baum bei den Roten Teufeln Bad Nauheim. Nach neun Jahren und 463 Spielen mit 238 Punkten sowie 589 Strafminuten für den EC Bad Nauheim beendete Baum im April 2016 seine Karriere.
Bereits als Spieler unterstützte Baum ab 2012 das Trainer-Team in der Nachwuchsabteilung der Roten Teufel und erwarb die A-Lizenz. Nach dem Ende seiner Spielerkarriere wurde er hauptamtlicher Nachwuchstrainer in Bad Nauheim. Zuletzt war er unter anderem für die U20 und die U11 verantwortlich, ehe er 2020 entlassen wurde. Anschließend verpflichtete ihn der Eishockeyverband Hessen als Landestrainer Leistungssport. Als Assistenztrainer begleitete er zudem mehrfach die U17-Nationalmannschaft des Deutschen Eishockey-Bundes zu Lehrgängen und Turnieren. Ab 2023 übernahm er zusätzlich den Trainerposten der U15 der Löwen Frankfurt.

## Erfolge und Auszeichnungen
- 2004 Aufstieg in die Oberliga mit den Revierlöwen Oberhausen
- 2013 Oberliga-Meister und Aufstieg in die DEL2 mit dem Roten Teufeln Bad Nauheim

## Karrierestatistik
(Legende zur Spielerstatistik: Sp oder GP = absolvierte Spiele; T oder G = erzielte Tore; V oder A = erzielte Assists; Pkt oder Pts = erzielte Scorerpunkte; SM oder PIM = erhaltene Strafminuten; +/− = Plus/Minus-Bilanz; PP = erzielte Überzahltore; SH = erzielte Unterzahltore; GW = erzielte Siegtore; 1 Play-downs/Relegation; Kursiv: Statistik nicht vollständig)